# Сражение при Санта-Крус-де-Тенерифе (1706)
Сражение при Санта-Крус-де-Тенерифе (англ. Battle of Santa Cruz de Tenerife) — сражение эпохи Войны за испанское наследство, произошедшее 6 ноября 1706 года.
С 1706 года, во время Войны за испанское наследство, Филипп V потерял Гибралтар из-за победоносных действий англо-голландского флота под командованием Джорджа Рука, испанские галеоны в гавани залива Виго были сожжены или захвачены, а союзная армия вошла в Кастилию после взятия Арагона, Каталонии и Валенсии. Адмирал Джон Дженнингс был направлен на Канарские острова к Санта-Крус-де-Тенерифе с 12 линейными кораблями, чтобы отбить город у испанцев.
В ходе попытки высадиться британцы были встречены мощным огнём замаскированных береговых батарей и понесли тяжёлые потери. Тогда Дженнингс отправил к властям Санта-Крус парламентёра с извинениями и сообщением о том, что высадка была ошибкой. Парламентёр также предложил испанцам перейти на сторону австрийского претендента, угрожая в противном случае взять город силой. Однако мэр Хосе де Айало-и-Рохас, который в отсутствие губернатора Агустина де Роблеса командовал обороной города, отказался, заявив, что даже если Филипп V потеряет все владения на Иберийском полуострове, Канарские острова всё равно останутся ему верны. После этого британский флот был вынужден отступить.
За эту победу над англичанами герб города Санта-Крус-де-Тенерифе получил возможность добавить к своему гербу фигуру второй львиной головы. Британцы снова атаковали Канарские острова в 1743 году, но снова потерпели поражение.